# Собчак Анатолій Олександрович
Анато́лій Олександрович Собча́к (рос. Анатолий Александрович Собчак; нар. 10 серпня 1937, Чита, Східно-Сибірська область, РРФСР, СРСР — пом. 20 лютого 2000, Свєтлогорськ, Калінінградська область, Росія) — доктор юридичних наук, професор, російський політичний діяч часів перебудови та 1990-х, перший демократично обраний мер Санкт-Петербурга (1991–1996), один зі співавторів Конституції Російської Федерації, вважається політичним наставником президента РФ Володимира Путіна. Батько Ксенії Собчак.

## Біографія
Народився 10 серпня 1937 року в сибірському місті Чита, дитинство провів в Узбекистані, у родині Олександра Антоновича Собчака та Надії Андріївни Литвинової.
У 1959 закінчив Ленінградський державний університет, після випуску працював адвокатом у Ставропільській колегії адвокатів.
У 1962 повернувся до Ленінграда, де вчився в аспірантурі ЛДУ, після закінчення якої викладав у Ленінградській спеціальній школі міліції МВС СРСР і в Ленінградському технологічному інституті целюлозно-паперової промисловості.
З 1973 — доцент юридичного факультету Ленінградського державного університету, а в 1982 отримав ступінь доктора наук і посаду професора; у 1985 став завідувачем кафедри господарського права, якою завідував до вересня 1991. Опублікував понад 100 наукових праць із громадянського і комерційного права. На юридичному факультеті, де викладав Анатолій Собчак, навчався Володимир Путін; там вони вперше зустрілися.
Собчак вступив у КПРС в 1988; за словами його вдови Людмили Нарусової — тому, що повірив у Горбачова та його ідеї перебудови, але в 1990 вийшов з партії.
У 1989 обраний народним депутатом СРСР; на першому з'їзді увійшов до складу Верховної ради СРСР, був головою підкомітету господарського права Комітету із законодавства, законності і правопорядку ВР СРСР.
У квітні 1990 обраний в Ленінградську міську раду народних депутатів (рос. Ленинградский городской Совет народных депутатов; Ленсовет), а 23 травня вибраний її головою. У команді Анатолія Собчака працювали Володимир Путін і Дмитро Медведєв.
12 червня 1991 вибраний мером Ленінграда; був різким противником Серпневого путчу. Собчак брав участь у написанні Конституції Росії, деякими політиками називається одним з основних авторів чинного варіанту Конституції.
У 1993 очолив виборчий блок «Російський рух демократичних реформ» на виборах в Державну думу, однак не набрав необхідної кількості голосів.
Як мер міста Анатолій Собчак виступав за перейменування Ленінграда в Санкт-Петербург, неодноразово заявляв, що Петербург повинен бути культурною столицею Росії, а не промисловим центром.
Відмовився балотуватися на виборах Президента у 1996. Того ж року програв вибори губернатора Санкт-Петербурга своєму заступнику Володимиру Яковлєву. Главою виборчого штабу Собчака був Володимир Путін.
У 1999 зазнав невдачі на виборах в Держдуму та оголосив, що має намір брати участь у виборах губернатора Санкт-Петербурга. Наступного року був призначений довіреною особою кандидата в Президенти Росії Володимира Путіна.

## Смерть
Помер у ніч з 19 на 20 лютого 2000 у Свєтлогорську під час поїздки в Калінінградську область. За офіційними повідомленнями, смерть настала внаслідок гострої серцевої недостатності. Висувалися версії про убивство (зокрема, отруєння) Анатолія Собчака; 6 травня прокуратура Калінінградської області порушила кримінальну справу за фактом убивства, однак розтин не показав наявності алкоголю у крові покійного, тому справа була закрита 4 серпня.

## Особисте життя
Мав двох дітей: Марію Собчак від першої дружини Нонни Гандзюк (внук — Гліб Собчак, син Марії Собчак) і Ксенію Собчак від другої дружини Людмили Нарусової.

## Звання та нагороди
Нагороджений рядом нагород (Ювілейна медаль «300 років Російському флоту», срібний Олімпійський орден Міжнародного олімпійського комітету) і звань, зокрема є почесним громадянином Санкт-Петербурга, Грузії, міста Тбілісі та кількох штатів США.